# Liste der Baudenkmäler in Graun im Vinschgau
Die Liste der Baudenkmäler in Graun im Vinschgau (italienisch Curon Venosta) enthält die 38 als Baudenkmäler ausgewiesenen Objekte in den vier Fraktionen Graun, Langtaufers, Reschen am See und St. Valentin auf der Haide der Gemeinde Graun im Vinschgau in Südtirol/Italien.
Basis ist das im Internet einsehbare offizielle Verzeichnis der Baudenkmäler in Südtirol. Dabei kann es sich beispielsweise um Sakralbauten, Wohnhäuser, Bauernhöfe und Adelsansitze handeln. Die Reihenfolge in dieser Liste orientiert sich an der Bezeichnung, alternativ ist sie auch nach der Adresse oder dem Datum der Unterschutzstellung sortierbar.

## Liste
| Foto |                 | Bezeichnung                                                      | Standort                                                             | Eintragung                   | Beschreibung | Metadaten                                                      |
| ---- | --------------- | ---------------------------------------------------------------- | -------------------------------------------------------------------- | ---------------------------- | --- | -------------------------------------------------------------- |
| ja   | Datei hochladen | Altes Schulhaus ID: 50071                                        | 46° 45′ 59″ N, 10° 32′ 0″ O Fraktion: Sankt Valentin                 | 10. Feb. 1992 (BLR-LAB 586)  | Verwaltungsgebäude Erbaut 1904. Großer dreigeschossiger Bau mit regelmäßiger Fassade zu acht Fensterachsen. Geschossbänderung, Eckquadern in Putz. Abgetreppter Quergiebel mit Türmchen. Holztreppen im Inneren. | KG: Graun im Vinschgau Bauparzelle: 18                         |
| ja   | Datei hochladen | Dörflstraße 19 ID: 15017                                         | Dörflstraße 19 46° 45′ 28″ N, 10° 32′ 40″ O Fraktion: Sankt Valentin | 23. Apr. 1982 (BLR-LAB 2247) | Ländliches Wohnhaus/Bauernhof. Giebelständiges Haus mit Freitreppe. 1789 (Jahreszahl über dem Eingang), offener Bundwerkgiebel, Reste von Fassadenmalerei. | KG: Sankt Valentin Bauparzelle: 111                            |
| ja   | Datei hochladen | Gasthaus Schwarzer Adler ID: 15005                               | 46° 49′ 53″ N, 10° 30′ 46″ O Fraktion: Reschen                       | 23. Apr. 1982 (BLR-LAB 2247) | Gasthaus Wohnhaus mit Freitreppe, Spitzbogentür und steingerahmte Fenster. Gewölbter Hausgang, Küche mit hohem Tonnengewölbe. Stube mit einfacher Feldertäfelung, Nebenraum mit Balkendecke. | KG: Reschen Bauparzelle: 46/1                                  |
| ja   | Datei hochladen | Grub ID: 14999                                                   | 46° 50′ 15″ N, 10° 38′ 6″ O Fraktion: Langtaufers                    | 23. Apr. 1982 (BLR-LAB 2247) | Ländliches Wohnhaus/Bauernhof zweigeschossiger Barockbau mit kunstvoll geschnitztem Giebelbundwerk. Reiche Fassadenmalerei. Kreuzgratgewölbte, Labe mit Stukkaturen und Engelsköpfen, zwei zum Teil später übermalte Barockstuben | KG: Langtaufers Bauparzelle: 202                               |
| ja   | Datei hochladen | Gschwell mit Kapelle ID: 14998                                   | 46° 50′ 7″ N, 10° 37′ 15″ O Fraktion: Langtaufers                    | 23. Apr. 1982 (BLR-LAB 2247) | Ländliches Wohnhaus/Bauernhof und Kapelle Späterer Zubau. Wohnhaus mit Schopfwalmdach und Giebelsöller, Rundbogentür. Auf dem abgefasten Türholm ist die Jahreszahl 1658 eingekerbt. Die Kapelle befindet sich etwas östlich auf 46° 50′ 6,2″ N, 10° 37′ 17,4″ O, erbaut 1. Hälfte des 17. Jh., offener Dachreiter mit Glocke; innen holzgeschnitzter Altar datiert Ende 17. Jh. sowie zahlreiche Fresken. | KG: Langtaufers Bauparzelle: 181, 190, 191                     |
| ja   | Datei hochladen | Haus in Monteplair ID: 15016                                     | 46° 45′ 29″ N, 10° 32′ 39″ O Fraktion: Sankt Valentin                | 23. Apr. 1982 (BLR-LAB 2247) | Ländliches Wohnhaus/Bauernhof Bau mit Freitreppe, Jahreszahl 1585 am Andreaskreuz an der Fassade (renov.). Große rundbogige Staleleinfahrt. | KG: Sankt Valentin Bauparzelle: 110                            |
| ja   | Datei hochladen | Haus Nr. 12 ID: 15006                                            | 46° 49′ 53″ N, 10° 30′ 44″ O Fraktion: Reschen                       | 23. Apr. 1982 (BLR-LAB 2247) | Ländliches Wohnhaus/Bauernhof Stattlicher Bau mit Freitreppe, steingerahmte Türen und Fenster. An den Hausecken Reste von Sgraffitomalerei. Tonnengewölbte Labe. | KG: Reschen Bauparzelle: 50                                    |
| ja   | Datei hochladen | Haus Nr. 40 in Kapron ID: 14993                                  | 46° 49′ 3″ N, 10° 35′ 17″ O Fraktion: Langtaufers                    | 23. Apr. 1982 (BLR-LAB 2247) | Ländliches Wohnhaus/Bauernhof Anlage mit hölzerner Freitreppe, Rundbogentür zum Keller, Reste von Eckbemalung und Fassadenfresken (mit Jahreszahl 1659), gewölbter Gang, Stube mit spätbarocker Täfelung. | KG: Langtaufers Bauparzelle: 107/1                             |
| ja   | Datei hochladen | Haus Nr. 75 ID: 15004                                            | 46° 49′ 49″ N, 10° 30′ 48″ O Fraktion: Reschen                       | 23. Apr. 1982 (BLR-LAB 2247) | Verwaltungsbau Ursprünglich Post- und Schulgebäude. „Pestkammer“ von 1620 mit einfachem Getäfel. Tonnengewölbte Rauchküche. Fassadengestaltung stammt aus dem 19. Jh. | KG: Reschen Bauparzelle: 35                                    |
| ja   | Datei hochladen | Heilige-Dreifaltigkeits-Kapelle bei den Fischerhäusern ID: 15021 | 46° 45′ 0″ N, 10° 32′ 9″ O Fraktion: Sankt Valentin                  | 23. Apr. 1982 (BLR-LAB 2247) | Kapelle Erbaut im 18. Jh.; Fassadendachreiter mit Spitzhelm, rundbogige Tür und Fenster, Tonportal mit Stichkappen, abgeschrägter Altarraum, Schindeldach. Der Altar der Kapelle war ursprünglich ein Seitenaltar in der Klosterkirche Marienberg und die Pietà befand sich früher am Seitenaltar der Pfarrkirche von St. Valentin. | KG: Sankt Valentin Bauparzelle: 164                            |
| ja   | Datei hochladen | Hospiz St. Valentin ID: 15013                                    | 46° 45′ 59″ N, 10° 31′ 55″ O Fraktion: Sankt Valentin                | 23. Apr. 1982 (BLR-LAB 2247) | Spital Ältestes Hospiz des Landes, um 1140 von Udalricus de Burgus errichtet. Bau mit regelmäßigem Mauerwerk. Tonnengewölbte Küche mit mächtigem Unterzugsbalken. Stuben mit jüngerem Holzgetäfel. Wandgemälde (Bordüre, Kreuzigung), 16. Jh. | KG: Sankt Valentin Bauparzelle: 3                              |
| ja   | Datei hochladen | Hotel Post ID: 15019                                             | 46° 45′ 37″ N, 10° 32′ 11″ O Fraktion: Sankt Valentin                | 23. Apr. 1982 (BLR-LAB 2247) | Gasthaus Gotischer Bau. Stube mit Bohlenbalkendecke und Unterzugsbalken. Im zweiten Stock Kammer mit kunstvoll geschnitzten Türrahmen. 1925 nach einem Brand mit mehreren Erkern und Erkertürmchen neu aufgebaut. | KG: Sankt Valentin Bauparzelle: 157                            |
| ja   | Datei hochladen | Josefskapelle in Pitz ID: 50581                                  | 46° 49′ 43″ N, 10° 31′ 19″ O Fraktion: Reschen                       | 3. Juni 2014 (BLR-LAB 642)   | Kapelle 1950 nach Plänen des Architekten Luigi Pagani errichtete Kapelle für die Arbeiter des Montecatini-Konzern als Ersatz für zwei Vorläuferkapellen aus dem 18. Jh., der vormaligen Josefskapelle und der Schlosserkapelle, die anlässlich der Flutung der neuen Stauanlage Reschensee abgerissen werden mussten. | KG: Reschen Bauparzelle: 250                                   |
| ja   | Datei hochladen | Kapelle in Kapron ID: 14992                                      | 46° 49′ 1″ N, 10° 35′ 13″ O Fraktion: Langtaufers                    | 23. Apr. 1982 (BLR-LAB 2247) | Kapelle 1743 durch Joseph Pläs erbaut (lt. Inschrift). Einfacher Bau mit polygonalem Abschluss, Dachreiter, Tonnengewölbe, Rundbogenfenster und Schindeldach. Die Kapelle hat drei Patrone: die Mutter Gottes, den hl. Josef und den hl. Johannes, dem Evangelisten. Statt eines Hochaltars befindet sich eine Herz-Jesu-Statue in einer Wandnische. | KG: Langtaufers Bauparzelle: 80                                |
| ja   | Datei hochladen | Kapelle in Melag ID: 15001                                       | 46° 50′ 13″ N, 10° 39′ 23″ O Fraktion: Langtaufers                   | 23. Apr. 1982 (BLR-LAB 2247) | Kapelle Einfacher Bau aus dem 17. Jh. mit polygonalem Abschluss, hölzernem Dachreiter mit Spitzhelm. Die Wandmalereien im Innern wurden übertüncht. Schindeldach. | KG: Langtaufers Bauparzelle: 227                               |
| ja   | Datei hochladen | Kapelle in Patscheid ID: 14997                                   | 46° 50′ 1″ N, 10° 37′ 1″ O Fraktion: Langtaufers                     | 23. Apr. 1982 (BLR-LAB 2247) | Kapelle erbaut im 17. Jh., einfacher, polygonal abschließender Bau mit hölzernem Dachreiter. 1794 renoviert und mit Wandmalereien versehen. Altarbild mit der hl. Gottesmutter, dem hl. Josef und der hl. Anna. | KG: Langtaufers Bauparzelle: 178                               |
| ja   | Datei hochladen | Kapelle in Pazin ID: 14995                                       | 46° 49′ 52″ N, 10° 36′ 46″ O Fraktion: Langtaufers                   | 23. Apr. 1982 (BLR-LAB 2247) | Lourdeskapelle Einfacher Bau mit polygonalem Abschluss, 18. Jh., hölzerner Dachreiter mit Spitzhelm, Tonnengewölbe, Rundbogentürmit zwei Meter hohem Glockenturm. Im Inneren anstelle des Altars eine Nische mit einer Statue der Muttergottes. | KG: Langtaufers Bauparzelle: 154                               |
| ja   | Datei hochladen | Kapelle in Perwarg ID: 15002                                     | 46° 48′ 59″ N, 10° 35′ 36″ O Fraktion: Langtaufers                   | 23. Apr. 1982 (BLR-LAB 2247) | Privatkapelle der Perwanger Bewohner Schlichter Bau aus dem 18. Jh. mit polygonalem Abschluss, hölzernem Dachreiter, Tonnengewölbe und Lünettenfenstern, Schindeldach und einem kleinen Glockenstuhl. Im Inneren Altarmensa mit dem Bild des schmerzhaften Heilands. Kreuzweg aus dem 18. Jh. wurde aus Sicherheitsgründen entfernt. | KG: Langtaufers Bauparzelle: 247                               |
| ja   | Datei hochladen | Kapelle in Pleif ID: 14994                                       | 46° 49′ 43″ N, 10° 36′ 13″ O Fraktion: Langtaufers                   | 23. Apr. 1982 (BLR-LAB 2247) | Kapelle 1862 erbaut. Fassadenglockenmauer, polygonaler Chorschluss, Flachbogentür, Lünettenfenster, aufgesetztes gemauertes Glockentürmchen. An den Wänden hängt ein Kreuzweg, der Altar zeigt die hl. Agatha von Catania, der Patronin der Kapelle. | KG: Langtaufers Bauparzelle: 147                               |
| ja   | Datei hochladen | Kapelle in Raffein ID: 14991                                     | 46° 48′ 43″ N, 10° 34′ 3″ O Fraktion: Langtaufers                    | 23. Apr. 1982 (BLR-LAB 2247) | Kapelle erbaut im 17. oder 18. Jh.; kleiner barocker Bau mit Apsis, Schindeldach und hölzernem Glockentürmchen, Rundbogenfenster. Patronin ist die hl. Maria Magdalena | KG: Langtaufers Bauparzelle: 29                                |
| ja   | Datei hochladen | Lenehaus in Rojen ID: 15008                                      | 46° 48′ 19″ N, 10° 28′ 38″ O Fraktion: Reschen                       | 23. Apr. 1982 (BLR-LAB 2247) | Ländliches Wohnhaus/Bauernhof erbaut um 1770, stark veränderter Bau, zum Teil Massiv-, zum Teil Holzblockbau. Stube mit Wandbildern in Rocaillerahmen. An der Fassade Andreaskreuz und Reste von Fenster und Eckbemalung, | KG: Reschen Bauparzelle: 122                                   |
| ja   | Datei hochladen | Lourdeskapelle ID: 15014                                         | 46° 46′ 4″ N, 10° 32′ 0″ O Fraktion: Sankt Valentin                  | 23. Apr. 1982 (BLR-LAB 2247) | Kapelle 1890 in gotisierenden Formen durch Anton Stecher errichtet, 1893 eingeweiht. Am Kreuzgewölbe historistische Dekorationsmalerei. Im Altarraum eine Statue der hl. Gottesmutter bei ihrer Erscheinung in der Grotte. | KG: Sankt Valentin Bauparzelle: 29                             |
| ja   | Datei hochladen | Mariahilfkapelle beim Hotel Post ID: 15020                       | 46° 45′ 36″ N, 10° 32′ 10″ O Fraktion: Sankt Valentin                | 23. Apr. 1982 (BLR-LAB 2247) | Kapelle Kleiner Bau mit polygonalem Abschluss, 1777 (lt. Jahreszahl an der Fassade) erbaut. Fassadenglockenmauer, Tonnengewölbe und gratiges Abschlußgewölbe. Rundbogentür. Altarbild mit dem Mariahilf-Motiv sowie mit Statuen des hl. Martin mit Gans und des hl. Georg als Drachentöter. | KG: Sankt Valentin Bauparzelle: 158                            |
| ja   | Datei hochladen | Martinskapelle beim Giernhof ID: 50582                           | 46° 48′ 48″ N, 10° 30′ 55″ O Fraktion: Graun                         | 3. Juni 2014 (BLR-LAB 644)   | Kapelle Barocke Kapelle vom Ende des 18. Jh./Anfang des 19. Jh., mit Fassadendachreiter, rundbogigem Raumabschluss, Rundbogentür, zwei kleinen Viereckfensterchen, zwei Rundbogenfenstern, Tonnengewölbe mit Stichkappen. klassizistischer Altar mit dem Bildnis des hl. Martins zu Pferd mit einem Bettler | KG: Graun im Vinschgau Bauparzelle: 172                        |
| ja   | Datei hochladen | Pazin ID: 14996                                                  | 46° 49′ 53″ N, 10° 36′ 47″ O Fraktion: Langtaufers                   | 23. Apr. 1982 (BLR-LAB 2247) | Ländliches Wohnhaus/Bauernhof Schlichter, massiv gemauerter Bau mit Backofenerker und zwei Rundbögen im Keller. Spätgotische Stube mit 14 abgefassten Balken mit jeweils verschiedenen Verzierungen. Eingebauter Milchkasten, zugeschrieben 1763. | KG: Langtaufers Bauparzelle: 158                               |
| ja   | Datei hochladen | Pfarrkirche St. Sebastian ID: 15010                              | 46° 49′ 50″ N, 10° 30′ 53″ O Fraktion: Reschen                       | 24. Mai 2016 (BLR-LAB 469)   | Pfarrkirche zwischen 1951 und 1953 nach Plänen von Luis Plattner (1901–1976) aus Bozen erbaut, nachdem der tiefer und westlicher stehende alte Vorgängerbau wegen der Flutung der neuen Stauanlage Reschensee Ende der 1940er-Jahre zusammen mit dem Altdorf Reschen abgerissen werden musste. | KG: Reschen Bauparzelle: 230                                   |
| ja   | Datei hochladen | Pfarrkirche St. Valentin mit Friedhof ID: 15012                  | 46° 46′ 0″ N, 10° 31′ 56″ O Fraktion: Sankt Valentin                 | 23. Apr. 1982 (BLR-LAB 2247) | Pfarrkirche Neubau von 1832, nachdem die Vorgängerkirche aus dem 14. Jh.wegen Feuchtigkeit abgerissen werden musste. Integrierte Gruftkapelle mit Rundbogenfenster und Tonnengewölbe. | KG: Sankt Valentin Bauparzelle: 1 Grundparzelle: 1             |
| ja   | Datei hochladen | Schlössl am See ID: 15009                                        | 46° 49′ 40″ N, 10° 30′ 40″ O Fraktion: Reschen                       | 25. Jan. 1985 (BLR-LAB 312)  | Villa/Sommerfrischhaus 1904 von Neuwerth in historisierenden Bauformen errichtet. Turm mit Zeltdach, steingerahmte Rundbogenfenster, große Veranda. | KG: Reschen Bauparzelle: 146                                   |
| ja   | Datei hochladen | St. Anna ID: 14988                                               | 46° 48′ 33″ N, 10° 32′ 20″ O Fraktion: Graun                         | 23. Apr. 1982 (BLR-LAB 2247) | Kapelle in den 1520er-Jahren im gotischen Stil erbaut, gehört als einziges Bauwerk noch zum ursprünglichen Ort Alt-Graun, der mehrheitlich durch die Flutung der Stauanlage Reschensee 1950 verloren ging. Hölzerner Fassadendachreiter mit Spitzhelm, an der Südseite vermauerte Spitzbogentür, Spitzbogenfenster, Kreuzgratgewölbe; Eingang an der Westseite neu. Außenfresko (St. Georg), 1600 | KG: Graun im Vinschgau Bauparzelle: 134                        |
| ja   | Datei hochladen | St. Anton in Padöll ID: 15015                                    | 46° 45′ 33″ N, 10° 31′ 38″ O Fraktion: Sankt Valentin                | 23. Apr. 1982 (BLR-LAB 2247) | Kapelle 1731 von Kristian Plagger erbaut und dem hl. Antonius von Padua geweiht. Kapelle mit polygonalem Chorschluss und Fassadendachreiter. | KG: Sankt Valentin Bauparzelle: 75                             |
| ja   | Datei hochladen | St. Anton in Spin ID: 14989                                      | 46° 47′ 45″ N, 10° 31′ 32″ O Fraktion: Graun                         | 23. Apr. 1982 (BLR-LAB 2247) | Kapelle Erbaut 1836 als Nachfolgekapelle einer älteren aus dem 17. Jh. und dem Antonius von Padua geweiht. Einfache Kapelle mit Fassadenglockenmauer, polygonalem Chorschluss und Tonnengewölbe mit Stichkappen, Türe und Fenster rundbogig. SchindeldachBarocker Hochaltar von 1690. Besonderheit: 15. Kreuzwegstation mit dem Bildnis der Kaiserin Helena mit dem Kreuz Christi. | KG: Graun im Vinschgau Bauparzelle: 169                        |
| ja   | Datei hochladen | St. Josef in Monteplair ID: 15018                                | 46° 45′ 26″ N, 10° 32′ 42″ O Fraktion: Sankt Valentin                | 23. Apr. 1982 (BLR-LAB 2247) | Kapelle 1705 geweiht. Einfacher Bau mit Fassadendachreiter mit Spitzhelm, polygonalen Chorabschluss. Das tonnengewölbte Vorjoch wurde später angebaut. Schindeldach. Das Altarbild zeigt den hl. Josef, die Seitenstatuen stellen den hl. Martin und den hl. Florian dar. | KG: Sankt Valentin Bauparzelle: 126                            |
| ja   | Datei hochladen | St. Magdalena in Grub ID: 15000                                  | 46° 50′ 17″ N, 10° 38′ 24″ O Fraktion: Langtaufers                   | 23. Apr. 1982 (BLR-LAB 2247) | Pfarrkirche Erbaut im 15. Jh. und dem hl. Nikolaus und der hl. Magadalena geweiht. Ursprünglich im gotischen Stil errichtet, später barockisiert und im Jahre 1890 wegen Platzmangels verlängert. Turm mit Achteckhelm, Polygonal abschließender Chor, im Schiff Tonnengewölbe mit Stichkappen. Im 17. Jh. wurde die Kirche geplündert und das gesamte Kircheninventar von Soldaten mitgenommen. | KG: Langtaufers Bauparzelle: 213                               |
| ja   | Datei hochladen | St. Martin in Pedroß ID: 15003                                   | 46° 48′ 48″ N, 10° 34′ 45″ O Fraktion: Langtaufers                   | 23. Apr. 1982 (BLR-LAB 2247) | Pfarrkirche Nach Entwürfen von Paul Huter 1908 bis 1912 in gotisierenden Bauformen errichtet als Ersatz für einen verfallenen Vorgängerbau, der 1727 erstmals erwähnt worden war. Neue Kirche dem hl. Martin von Tours geweiht. Offene Vorhalle, Fensterrose. Polygonaler Chorschluss mit Sternrippengewölbe, | KG: Langtaufers Bauparzelle: 248                               |
| ja   | Datei hochladen | St. Nikolaus in Rojen ID: 15007                                  | 46° 48′ 20″ N, 10° 28′ 37″ O Fraktion: Reschen                       | 23. Apr. 1982 (BLR-LAB 2247) | Kapelle Langhaus, 13./14. h. Chor auf quadratischern Grundriss, um 1400. Hölzerner Dachreiter mit Spitzhelm, im Schiff flache Holzdecke. Im Chor Kreuzgratgewölbe mit Freskenausstattung (Meraner Schule, Anfang 15. Jh.7), später mehrfach verändert und umgebaut. | KG: Reschen Bauparzelle: 115                                   |
| ja   | Datei hochladen | Turm der alten Pfarrkirche St. Katharina ID: 14990               | 46° 48′ 39″ N, 10° 32′ 12″ O Fraktion: Graun                         | 5. Apr. 2004 (BLR-LAB 1082)  | Glockenturm Glockenturm der 1357 im Ort Graun erbauten Filialkirche, die der hl. Katharina geweiht war. Diese musste anlässlich der Flutung der neuen Stauanlage Reschensee abgerissen werden, lediglich der Glockenturm blieb als „Wahrzeichen“ erhalten. Spitzbogige Triforienfenster. Viereckhelm mit Schindeldach. | KG: Graun im Vinschgau Bauparzelle: 389 Grundparzelle: 2132/16 |
| ja   | Datei hochladen | Unsere Liebe Frau in Valiertegg ID: 15011                        | 46° 49′ 31″ N, 10° 29′ 53″ O Fraktion: Reschen                       | 23. Apr. 1982 (BLR-LAB 2247) | Gedenkkapelle und Wallfahrtsort Wallfahrtskirchlein, 1885/1886 in romanisierenden Bauformen errichtet als Ersatz für einen Bildstock, der anlässlich eines glimpflich verlaufenden Unfalls 1775 dort aufgestellt worden war. Fassadendachreiter, runder Chorschluss, TonnenwöIbung. | KG: Reschen Bauparzelle: 265                                   |
| ja   | Datei hochladen | Villa Waldkönigin ID: 50070                                      | 46° 45′ 40″ N, 10° 32′ 18″ O Fraktion: Sankt Valentin                | 3. Juni 2003 (BLR-LAB 1864)  | Villa/Sommerfrischhaus Zweigeschossiger, reichgegliederter Baukörper in historisierenden Bauformen, um 1900 errichtet. An der Ostfassade Mittelrisalit mit abschließendem Treppengiebel, an der Südostecke zweigeschossige Loggia über Säulen bzw. Holzpfosten und über Eck gestellter Loggienturm. Westfassade mit rundem Treppenturm. Im Treppenhaus Bodenplatten und gusseisernes Geländer aus der Erbauungszeit. Weitgehend ursprüngliche Raumgliederung mit Holzböden, Türen, Kastenfenstern und Kachelöfen. | KG: Sankt Valentin Bauparzelle: 192                            |

Falls bei einem Baudenkmal keine Koordinaten bekannt sind, werden ersatzweise die Katasterdaten zum Zeitpunkt der Unterschutzstellung angegeben. Diese sind weder offiziell noch zwingend aktuell.
Die vom Landesdenkmalamt übernommenen Adressen können veraltet sein.
| Foto:   | Fotografie des Denkmals. Klicken des Fotos erzeugt eine vergrößerte Ansicht. Daneben finden sich zwei Symbole: |
| ID      | Identifikator beim Südtiroler Landesdenkmalamt                                                                 |
| KG      | Katastralgemeinde                                                                                              |
| MD      | Ministerialdekret                                                                                              |
| BLR-LAB | Beschluss der Landesregierung – Landesausschussbeschluss                                                       |